# Tympanogaster tallawarra
Tympanogaster tallawarra är en skalbaggsart som beskrevs av Perkins 2006. Tympanogaster tallawarra ingår i släktet Tympanogaster och familjen vattenbrynsbaggar. Inga underarter finns listade i Catalogue of Life.